# Robert McClure
Robert John Le Mesurier McClure , CB (ou M'Clure) (Wexford, Irlanda, 28 de janeiro de 1807 - Londres, 17 de outubro de 1873) foi um explorador britânico do Ártico, tendo sido o primeiro a completar com êxito a travessia da Passagem do Noroeste, na "Expedição ártica McClure".
Nasceu em Wexford, na Irlanda, sendo filho póstumo do general James Abercrombie, e passou a sua infância aos cuidados do seu padrinho, o general Le Mesurier, governador de Alderney. Foi educado no Eton College e Sandhurs, sendo preparado para o exército. Porém, em 1824 ingressou na Armada Britânica. Doze anos depois teve a sua primeira experiência no Ártico, na expedição de 1836-37, sob comando do capitão (depois "Sir") George Back (1796-1878), como primeiro oficial do HMS Terror. A expedição chegou ao canal de Foxe, onde o HMS Terror ficou preso no gelo; finalmente o barco, danificado, conseguiu regressar às costas da Irlanda. Na volta obteve a patente de tenente, e de 1838 a 1839 serviu nos lagos do Canadá, sendo colocado em bases navais da América do Norte e em West Indian, onde permaneceu até 1846.

## Primeira viagem ao Ártico
Dois anos depois entrou numa nova expedição ao Ártico (1848-49), desta vez como primeiro tenente do HMS Enterprise, numa expedição comandada por James Clark Ross (1800-62) no HMS Investigator, que tinha como intuito encontrar a expedição perdida de Franklin (1845). Os barcos conseguiram chegar ao Lancaster Sound, mas logo ficaram presos no gelo e a busca teve de se fazer em trenós. McClure, que passou um mês doente, não participou em nenhuma. Finalmente regressaram à baía de Baffin e depois a Inglaterra, sem nenhuma informação sobre os desaparecidos: foi a primeira das muitas expedições que fracassariam. Esse fracasso provocou uma grande revolta na Grã-Bretanha, e a opinião pública exigiu do governo uma atitude decidida para saber o destino de Franklin.

## A nova expedição doHMS Investigator

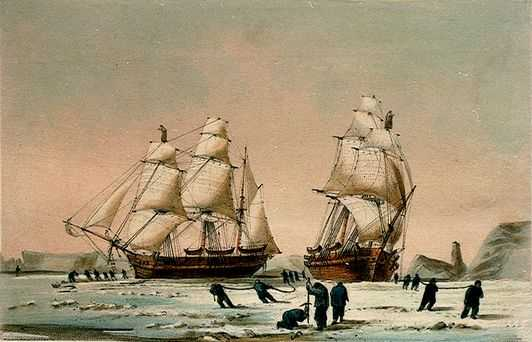
O HMS Enterprise (esquerda) e o HMS Investigator (direita) presos no gelo (litografia a cores de W.H. Browne (1850), do National Maritime Museum).

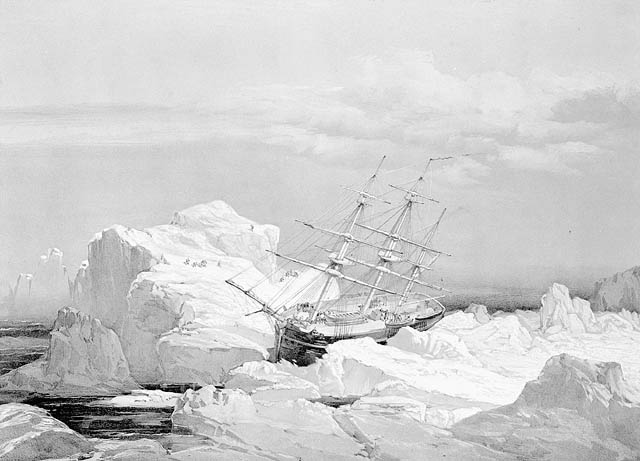
O HMS Investigator preso pelo gelo na ilha de Baring (o nome que McClure deu à ilha de Banks).

Depois do fracasso da tentativa de Ross, o Almirantado decidiu enviar duas novas expedições para a sua busca: uma iria pelo lado oriental, comandada por Horatio Thomas Austin, com dois navios à vela, o HMS Resolute e o HMS Asistance, dois vapores de apoio, o HMS Pioneer e o HMS Intrepid e um barco de carga, o HMS North Star; Outra expedição iria procurar do lado ocidental, entrando na passagem do Noroeste, através do estreito de Bering. Para esta expedição, o Almirantado, sob influência de Francis Beaufort, escolheu Richard Collinson (1811-83).
Os navios da anterior expedição de Ross partiram de novo do rio Tâmisa em 11 de janeiro de 1850: o HMS Enterprise, comandado por Collinson; e o HMS Investigator, comandado por McClure. Durante a longa viagem o HMS Investigator mostrou ser muito mais lento e ficou para trás. Collinson permitiu-lhe recuperar à passagem do estreito de Magalhães, mas as embarcações separaram-se de novo na navegação no Pacífico. Ficaram reunidos outra vez em Honolulu, para enfrentar os mares polares atravessando o estreito de Bering. Collinson esperou outros cinco dias em Honolulu, e depois, em 30 de junho, navegou para norte com a esperança de conseguir reunir-se no estreito de Bering.
Mostrando grande preocupação pela segurança do seu barco e tripulação, Collinson optou por evitar as águas potencialmente perigosas da cadeia das ilhas Aleutas, navegando em torno do seu extremo ocidental. Esta decisão — tomada apesar da recomendação de Henry Kellett de seguir a passagem de Seguam (Seguam Pass), um passagem ampla e segura através das Aleutas, e com pleno conhecimento da urgência de alcançar o gelo em princípios de agosto — revelou-se desastrosa para o progresso da expedição. Adicionou uma distância considerável à rota de Collinson, atrasando a sua chegada ao gelo por uma margem decisiva de duas semanas, o que permitiu que McClure se adiantasse. McClure tinha deixado Honolulu quatro dias depois de Collinson, mas navegou através da passagem Seguam, chegando antes que o seu comandante ao estreito de Bering, e, embora não seguro de ir por diante, continuou. Passadas trinta milhas do cabo Lisburne, encontrou o HMS Herald, capitaneado por Kellett. Kellett, de maior patente que McClure, não sabia que Collinson estava adiante e pensava que o HMS Investigator devia esperar pelo HMS Enterprise, mas não lhe deu a ordem de esperar e McClure continuou. Após contornar a ponta Barrow em 7 de agosto, encalhou perto de Return Reef mas conseguiu libertar-se e seguir viagem na direção nordeste, numa rota que o levava à ilha de Banks depois de atravessar o golfo de Amundsen.
Collinson entrou no gelo nove dias depois de McClure e procurou em vão uma passagem livre através da banquisa durante mais duas semanas; depois, abandonou a tentativa e optou por passar o inverno em Hong Kong, e tentar de novo em 1851. Os dois barcos não voltariam a reunir-se.
O HMS Investigator descobriu quase imediatamente o estreito do Príncipe de Gales (entre a ilha de Banks e a ilha Victoria) e conseguiu navegar grande parte do mesmo até ficar completamente imobilizado pelo gelo. Uma exploração em trenó permitiu descobrir que o estreito conduzia ao Viscount Melville Sound e McClure ficou convencido de que tinha descoberto a Passagem do Noroeste (a sua convicção estava certa, mas o que desconhecia nesse momento era que Franklin tinha encontrado outro caminho quatro anos antes). McClure deixou na ilha de Banks uma anotação com o seu feito, datada de 21 de abril de 1851, registo que foi descoberto em 1917 por Vilhjalmur Stefansson.
Em 1851 o gelo bloqueava totalmente o estreito do Príncipe de Gales e Mcclure decidiu retroceder e tratar de contornar a ilha de Banks por oeste. Conseguiu alcançar o extremo norte da ilha e entrou no estreito de Banks (atualmente estreito de McClure) antes que o inverno o bloqueasse. Preparou a nova invernada numa profunda enseada localizada na costa setentrional da ilha de Banks, a que chamou Mercy Bay (literalmente, «baía da Misericórdia») já que lhe proporcionou um bom abrigo e lhe permitiu evitar que o gelo triturasse a sua embarcação. Na primavera de 1852, num dos seus reconhecimentos em trenó, chegou a Winter Harbour, na ilha Melville — o lugar onde tinha passado o inverno Sir William Edward Parry na sua expedição de 1819 — e deixou uma mensagem numa rocha.
O HMS Investigator permaneceu preso pelo gelo na baía Mercy durante todo o ano de 1852. Na primavera de 1853, a tripulação sofria desnutrição e escorbuto e ainda estava presa no gelo. McClure elaborou um plano de evacuação dos membros menos saudáveis, já que seria pouco provável que suportassem os rigores de um terceiro inverno (McClure sempre tinha mostrado uma grande preocupação pela saúde da sua tripulação, entretendo-os com diversões durante as longas horas de inatividade do inverno, e ganhando o seu respeito e estima) e antes de partir, a sorte ajudou-o. A mensagem que tinha deixado em Winter Harbour no ano anterior foi encontrada por membros do HMS Resolute, um dos quatro navio de outra expedição de busca de Franklin, a de sir Edward Belcher (1799-1877). O HMS Resolute, capitaneado por Kellett, também estava preso no gelo perto de ilha Melville e o tenente Bedford Pim tinha caminhado sobre o gelo até encontrar o HMS Investigator. McClure queria manter os homens suficientes para tratar de recuperar o seu navio, mas Kellett ordenou-lhe que o abandonasse. McClure e os seus homens viram-se obrigados a passar um quarto inverno no ártico, de regresso ao HMS Resolute, preso ainda no gelo. Em abril de 1854 McClure e a sua tripulação foram enviados por trenó à ilha Beechey, onde embarcaram no HMS North Star, uma embarcação de transporte. Finalmente, chegaram a Inglaterra em 28 de setembro de 1854, junto com o resto das tripulações de Belcher, que nessa desastrosa expedição tinha perdido quatro dos seus cinco navios.

## Reconhecimentos
McClure e a sua tripulação foram os primeiros a circum-navegar ambas as Américas e a transitar a Passagem do Noroeste, uma façanha considerável para a época. No seu regresso a Inglaterra, McClure foi julgado em tribunal militar pela perda do HMS Investigator, mas depois de uma honrosa absolvição, foi nomeado cavaleiro, promovido e recompensado com quatro anos de licença em reconhecimento pelos seus serviços especiais. Posteriormente foi galardoado com as medalhas de ouro das sociedades geográficas de França e Inglaterra.
Em 1856 apareceu Discovery of the north-west passage («Descoberta da Passagem do Noroeste»), um livro do então capitão Sherard Osborn — comandante do HMS Pioneer, um dos barcos perdidos na expedição de Belcher — que recolhia alguns extratos dos diários de viagem de McClure. Como o livro descrevia algumas circunstâncias da viagem que deixavam McClure em má posição, os historiadores costumam preferir o relato do cirurgião do HMS Investigator, sir Alexander Armstrong (1818–99).
De 1856 a 1861 McClure serviu nos mares da Ásia, comandando a divisão da Brigada Naval em Cantão (China) em 1858, pelo que foi nomeado cavaleiro da Ordem do Banho no ano seguinte. Os seus últimos anos foram uma etapa tranquila; alcançou o posto de contra-almirante em 1867, e de vice-almirante em 1873. Morreu em Londres nesse ano e está enterrado no cemitério londrino de Kensal Green.
O estreito de McClure foi nomeado em sua homenagem posteriormente, bem como uma cratera na Lua, a cratera McClure.